# زاك فيليبس
زاك فيليبس هو لاعب هوكي الجليد كندي، ولد في 28 أكتوبر 1992 في فريدريكتون في كندا.

## وصلات خارجية
- زاك فيليبس على موقع دوري الهوكي الوطني (الإنجليزية)
- زاك فيليبس على موقع EliteProspects.com (الإنجليزية)
- زاك فيليبس على موقع HockeyDB.com (الإنجليزية)
- زاك فيليبس على موقع Hockey-Reference.com (الإنجليزية)